# Guangzhou Baiyun International Airport
Guangzhou Baiyun International Airport (IATA: CAN, ICAO: ZGGG) er den primære lufthavn i byen Guangzhou i Guangdong-provinsen, Kina. Begge lufthavnskoder er overtaget fra den gamle og nu nedlagte Guangzhou Baiyun International Airport. Lufthavnen er den primære hub for China Southern Airlines og er et væsentligt fokuspunkt for Shenzhen Airlines og Hainan Airlines.
I 2011 var Guangzhou Baiyun International Airport Kinas næst travleste lufthavn og verdens 19. travleste målt på passagertrafik med 45.040.340 passagerer. Målt på luftfragt var lufthavnen Kinas tredje travleste og verdens 21. travleste. Guangzhou Lufthavn er også Kinas næst travleste målt på antal flyvninger.